# André Plassart
Pour les articles homonymes, voir Plassart.
André Plassart est un helléniste français, épigraphiste et archéologue, né le 24 août 1889 à Chartres et mort le 13 mai 1978 à Paris.

## Biographie
André Plassart est élève à l’École normale supérieure de 1907 à 1910 ; tout juste agrégé, il part pour l’École française d’Athènes, dont il devient secrétaire général.
En 1922, il rentre en France et enseigne à l’université de Grenoble jusqu’en 1932. Il soutient le 2 mars 1929 sa thèse de doctorat sur Les Sanctuaires et les cultes du Mont Cynthe à Délos (prix Zographos de l’Association pour l'encouragement des études grecques en France).
Il obtient ensuite le poste de professeur de langue et de littérature grecques à la faculté des lettres de Paris jusqu’à sa retraite en 1960, où il dirige l’Institut de grec de la Sorbonne. Second vice-président de l’Association pour l’encouragement des études grecques en France en 1940, il assure la présidence de la plupart des réunions jusqu’à la fin de la guerre. Il fut également le coprésident de la Revue des études grecques avec Pierre Roussel, puis son président pendant 40 ans.
Plassart travaille sur les cultes de Délos et de Delphes. Il a également dans sa jeunesse participé aux fouilles d’Orchomène en Arcadie.
Dans sa nécrologie, Jean Irigoin le décrit comme un travailleur consciencieux et appliqué et loue notamment son travail de relecture des manuscrits et des épreuves qui lui étaient donnés.

## Publications
(liste non exhaustive)
- André Plassart, « Fouilles de Thespies et de l’hiéron des muses de l’Hélicon. Inscriptions : Dédicaces de caractère religieux ou honorifique, bornes de domaines sacrés », Bulletin de correspondance hellénique, no 50,‎ 1926, p. 383-462 (lire en ligne).
- Clément d’Alexandrie et André Plassart (éd.), Protreptique, Paris, Cerf, coll. « Sources chrétiennes », 1942, 190 p. (ISBN 2-204-03761-3).
- André Plassart, Inscriptions de Délos : Périodes de l’amphictyonie ionienne et de l’amphictyonie attico-délienne, Paris, Honoré Champion, 1950, 43 p.
- André Plassart, « Inscriptions de Thespie », Bulletin de correspondance hellénique, no 82,‎ 1958, p. 107-167 (lire en ligne).
- André Plassart, Fouilles de Delphes : Épigraphie: les inscriptions du temple du IVe siècle – nos  276-350, t. III, De Boccard, coll. « École française d’Athènes », 1970, 170 p. (ISBN 2-204-03761-3).
- André Plassart, Léopold-Albert Léopold-Albert Constans et Jules Marouzeau, Bibliographie des auteurs latins et grecs, programme de licence 1934-1936, Droz, 1934, 23 p..[Quoi ?]

## Distinctions

### Décoration
- Officier de la Légion d'honneur en 1954.

### Récompenses
Il est également titulaire du prix Zographos en 1929 et reçoit le prix de l'Académie des inscriptions et belles-lettres en 1930.